# Комуна (соціум)
Кому́на (від фр. commune — громада) — це ідейна громада людей, які живуть спільно, що мають загальні інтереси, власність, ресурси і, у найбільш радикальних комунах, загальну роботу і дохід; взагалі колектив осіб, що об'єдналися для спільного життя на засадах спільності майна і праці. На додаток до комунальної економіки, для багатьох сучасних комун стають важливими такі принципи, як прийняття рішень за згодою, не ієрархічна структура та екологічний спосіб життя. Ендрю Якобс в газеті «Нью-Йорк Таймс» пише, що, всупереч поширеним помилковим уявленням, «більшість комун 1990-х років — не пристановища „вільної любові“ для „дітей квітів“, а цілком упорядковані й фінансово спроможні кооперативи, де встановлені прагматичні (а не психоделічні) правила».
Нині існує багато ідейних громад у всьому світі; список деяких з них можна знайти на сайті міжнародного громадського «Руху за ідейні громади» (РЗІГ). Для класифікації ідейних громад в міжнародному каталозі на сайті РЗІГ використовується спрощене визначення комуни як спільноти людей, в якому доходи та ресурси (майно, власність, засоби до існування, засоби виробництва) спільні повністю або майже повністю:

## Класифікація комун
Бенджамін Заблоцкі запропонував таку категоризацію комун:
- комуни альтернативних сімей
- комуни-кооперативи (англ. Cooperative communities)
- контркультурні комуни (англ. Countercultural communities)
- егалітарні співтовариства[en]
- політичні комуни
- психологічні комуни, засновані на принципах містицизму або гештальтпсихології
- реабілітаційні комуни, наприклад, Synanon[en]
- релігійні комуни (англ. Religious communities): монастирі та інші
- духовні комуни (англ. Spiritual communities).
- експериментальні комуни

Багато комун можуть належати більше ніж до однієї з цих категорій.
Деякі комуни, такі як ашрами «Товариства веданти» або теософська комуна «Ломаленд», утворилися навколо духовних лідерів, тоді як інші створені на основі різних політичних ідеологій.

## Основні принципи комун
Головні риси громадських комун, і саме визначення цього поняття, з роками зазнали змін. До 1840 року комуни були відомі як «поселення комуністів і соціалістів»; 1860 року такі поселення почали називатися «коммунітарні», а приблизно у 1920 році термін «ідейна громада» або «цілеспрямоване співтовариство» (англ. intentional community) увійшов у вжиток.
На початку 1970-х років Рон Робертс (Ron E. Roberts), автор книги «The New Communes», класифікував комуни як підклас більшої категорії «утопії». Він перерахував три основні характеристики:
1. Егалітаризм — комуни виразно відкидають ієрархію або градації соціального статусу як необхідність для підтримки громадського порядку.
2. Людський масштаб — члени комун вважають навколишнє суспільство занадто великим.
3. Свідомий антибюрократизм.[7]

25 років потому Білл Меткальф (Dr. Bill Metcalf) у книзі «Shared Visions, Shared Lives» дав визначення комуні як організації, що має такі основні принципи:
1. велика значущість групи, а не нуклеарної сім'ї;
2. «спільні гроші і витрати»;
3. колективне домоволодіння;
4. групове прийняття рішень — в цілому і в особистих справах.[8]

Зі спільним повсякденним життям і господарством комуна є ідеалізованою формою сім'ї, будучи новим різновидом «первинної групи» (зазвичай менш як 20 осіб). Члени комуни відчувають велику душевну близькість до всієї групи (комуни), ніж до будь-якої підгрупи.

## Комуни у світі
Використовуючи спрощене визначення комуни як спільноти людей з повними або майже повними спільними доходами і ресурсами, FIC налічує у своїй базі даних 186 комун (у всьому світі станом на 18 серпня 2011 року). Деякі з них є релігійними організаціями, такими як абатства і монастирі, інші створені на базі інших ідей і суспільних рухів — наприклад, антропософського Camphill Movement.